# Marlies Saxer
Marlies von Saxer, schweizisk orienterare som tog EM-silver i stafett 1964.